# Giardini Papadopoli
Les Giardini Papadopoli sont des jardins publics de Venise d'une superficie de 8 800 m2 environ, situés dans le sestiere Santa Croce.

## Histoire

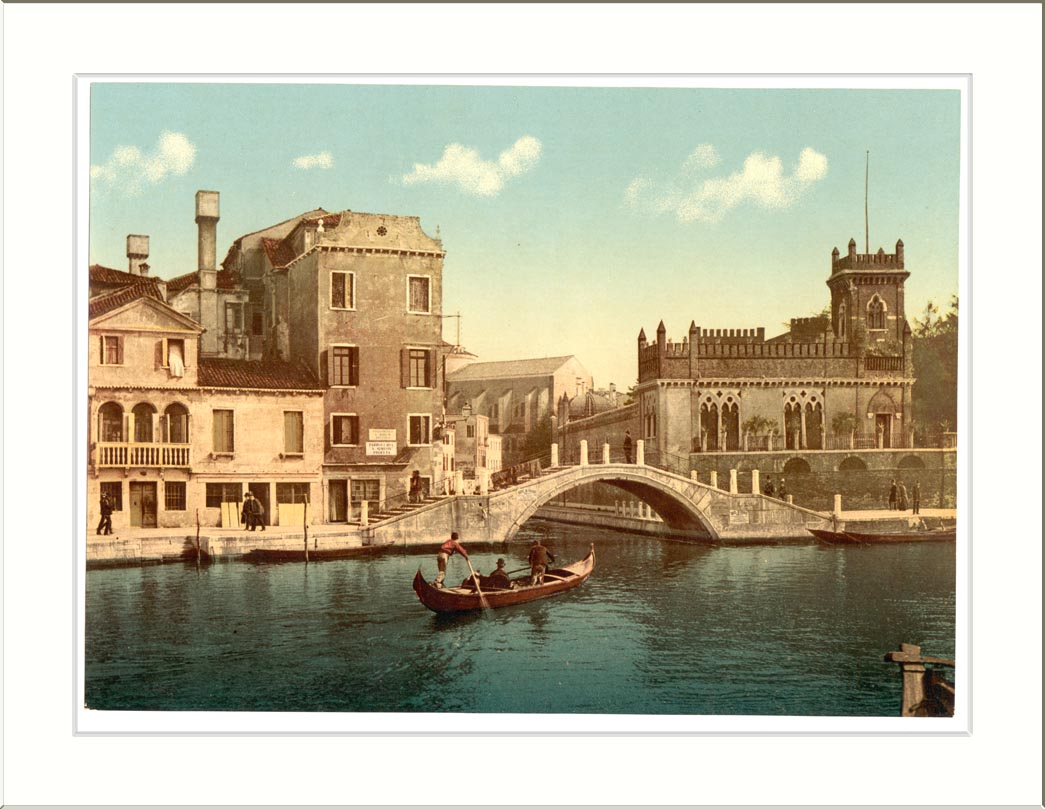
Ancien monastère et église Santa Croce (vers 1900)

Le parc a été dessiné en 1834 par le peintre et scénographe de la Fenice, Francesco Bagnara, professeur à l'Académie des Beaux-Arts de Venise, et a été réalisé à l'emplacement de l'ancien monastère et de l'église Santa Croce à la suite de sa destruction. Il tire son nom du Palais Foresti Papadopoli, dont le jardin a été englobé dans le parc. Rénovés et agrandis en 1863 par Marco Quignon au nom des nouveaux propriétaires Nicholas et Angel Papadopoli, les jardins ont suscité l'admiration du public. Il existait alors de nombreuses plantes exotiques, et une volière avec des perroquets et des faisans.

## Description
Sur une surface d'environ 12 000 m2 furent plantés des arbres de grande hauteur ainsi que des arbres fruitiers, des mûriers et des fleurs rares entre les éléments architectoniques utilisés par Bagnara à l'exemple du Selva pour les Giardini napoleonici. Ces jardins de belle allure furent remaniés en 1863 par le paysagiste français Marc Guignon de manière à accueillir des fêtes nocturnes et de riches réceptions.
En 1933, le jardin fut modifié et sa superficie diminuée afin de satisfaire aux nouvelles exigences économiques. La construction du Ponte della Libertà (pont de la liberté) et du terminal du Piazzale Roma nécessita la destruction d'une partie du jardin qui fut coupé en deux par la réalisation du canal Rio Nuovo. En 1933, la construction d'un hôtel sur une partie du jardin réduisit de nouveau la surface de ce dernier.
Aujourd'hui, le jardin est constitué de trois parcelles :
- La plus petite (655 m2) est plantée de cyprès.
- La seconde (710 m2) est constituée de plantes diverses, équipée de bancs et ornée d'une fontaine.

Ces deux parties, bien que peu soignées, égaient la partie la plus polluée et bruyante de la ville.
- La troisième partie (7 500 m2) est clôturée. On y trouve des jeux pour enfants. Les arbres et les massifs sont régulièrement entretenus.

## Galerie

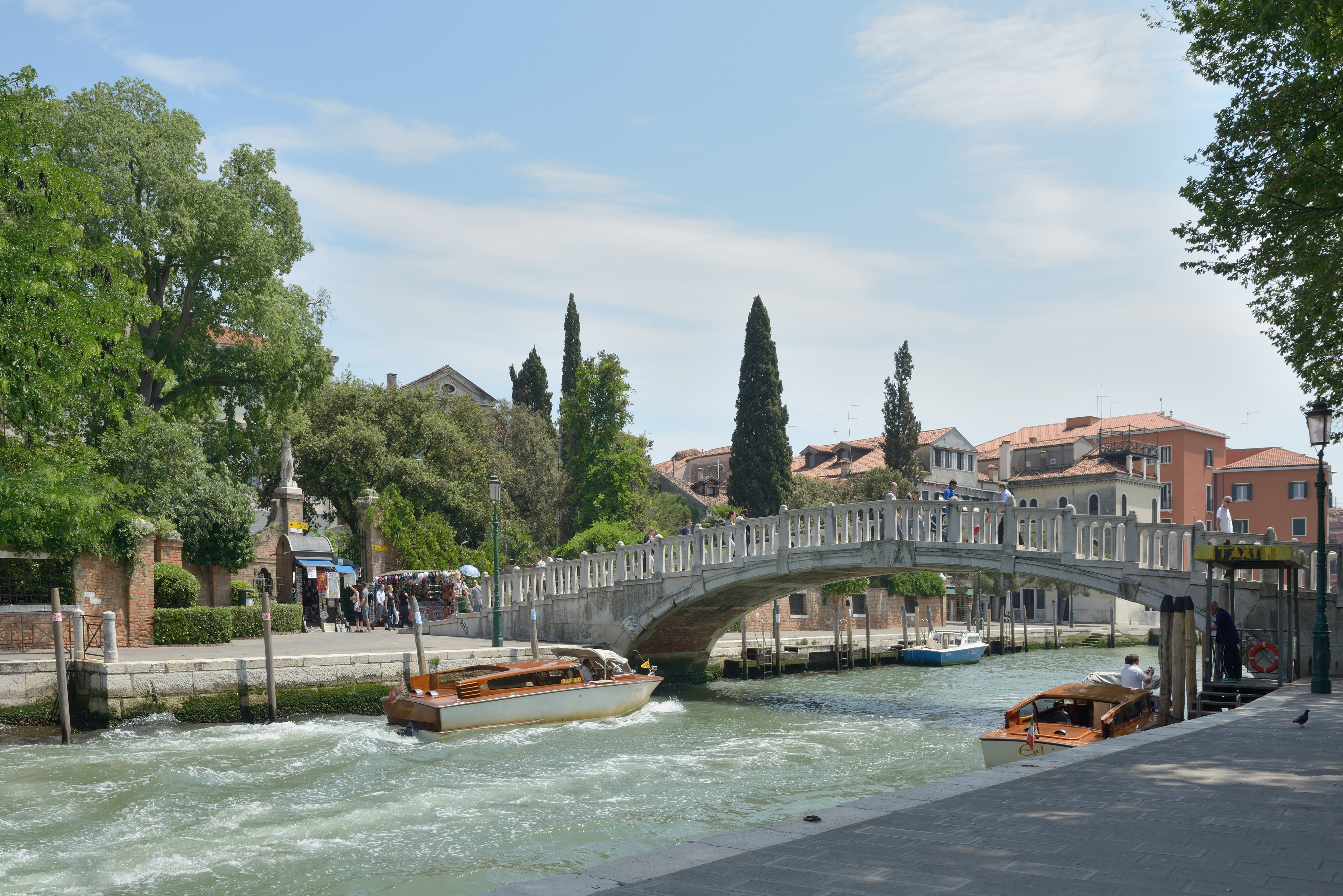
Entrée Ouest des jardins
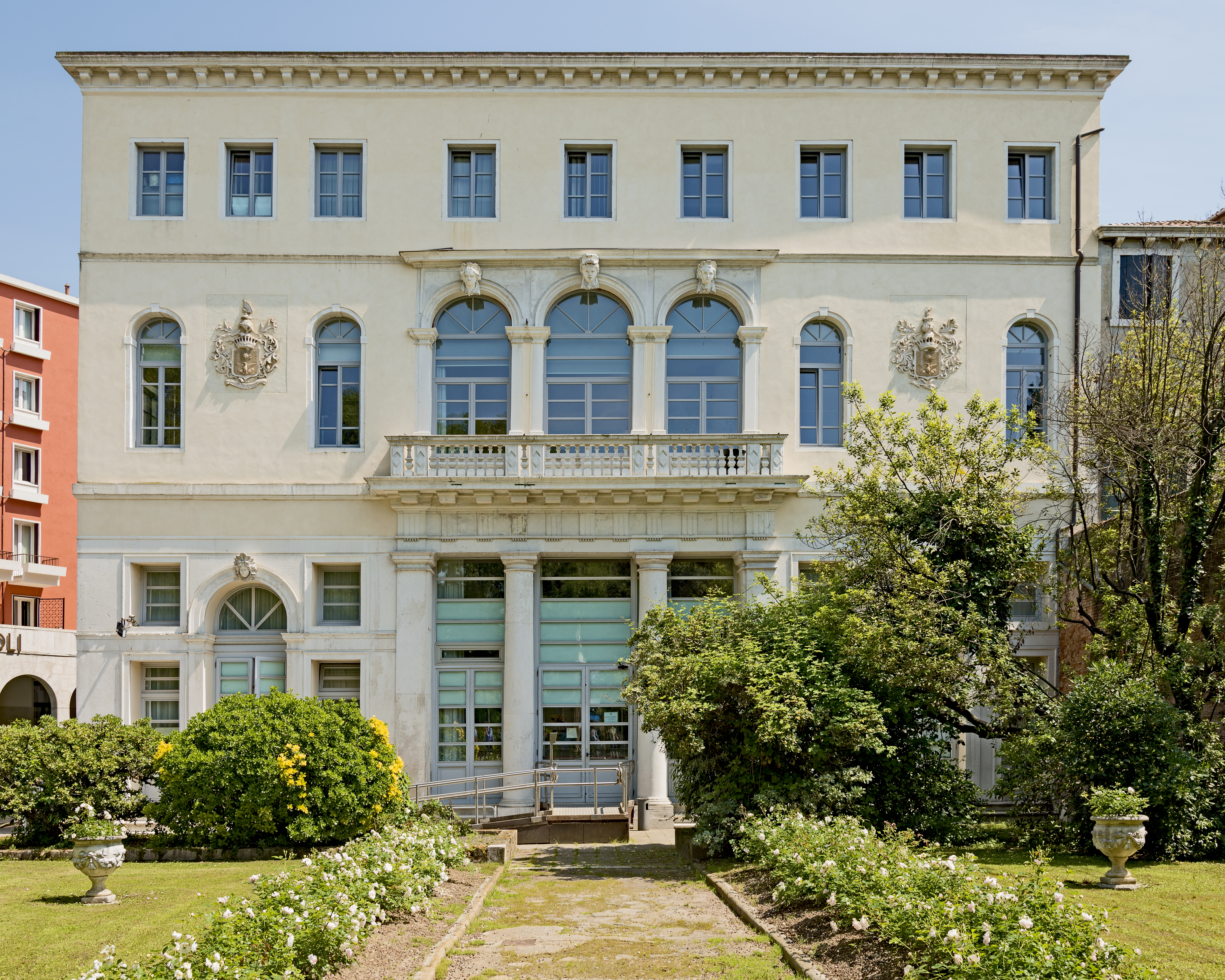
Façade du Palais Foresti Papadopoli vu du jardin.
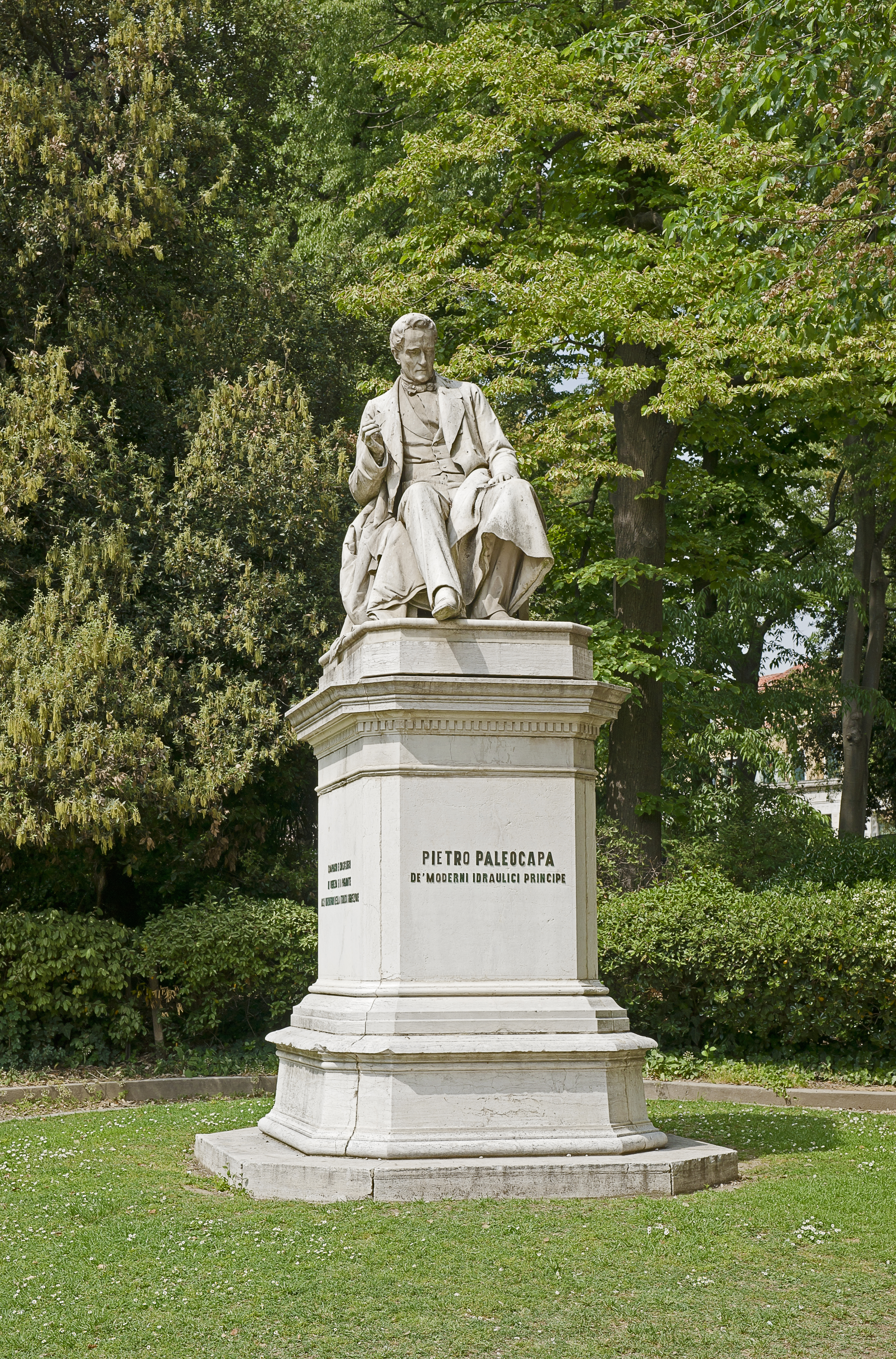
Pietro Paleocapa
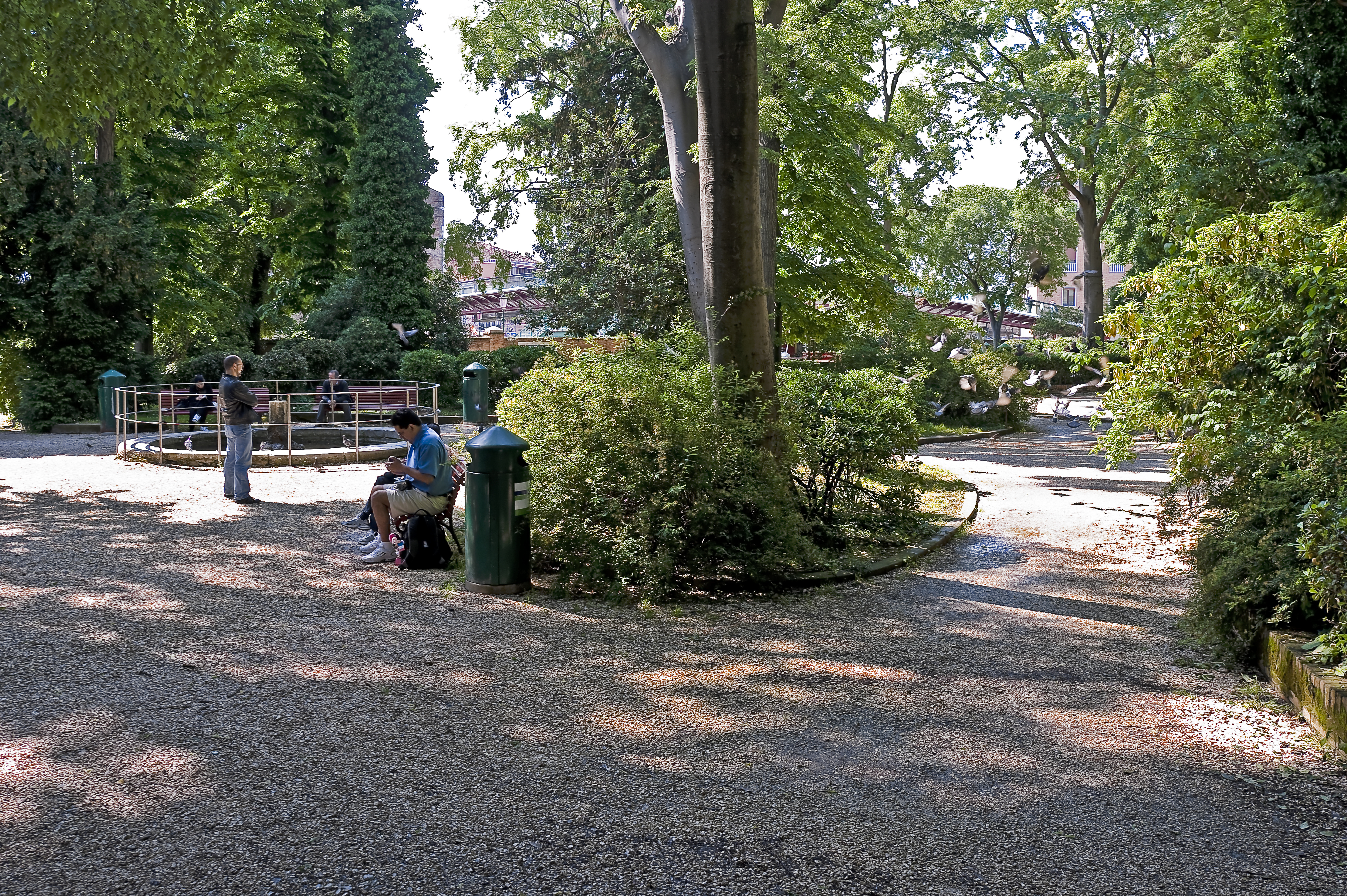
Le jardin et le Pont de la Constitution
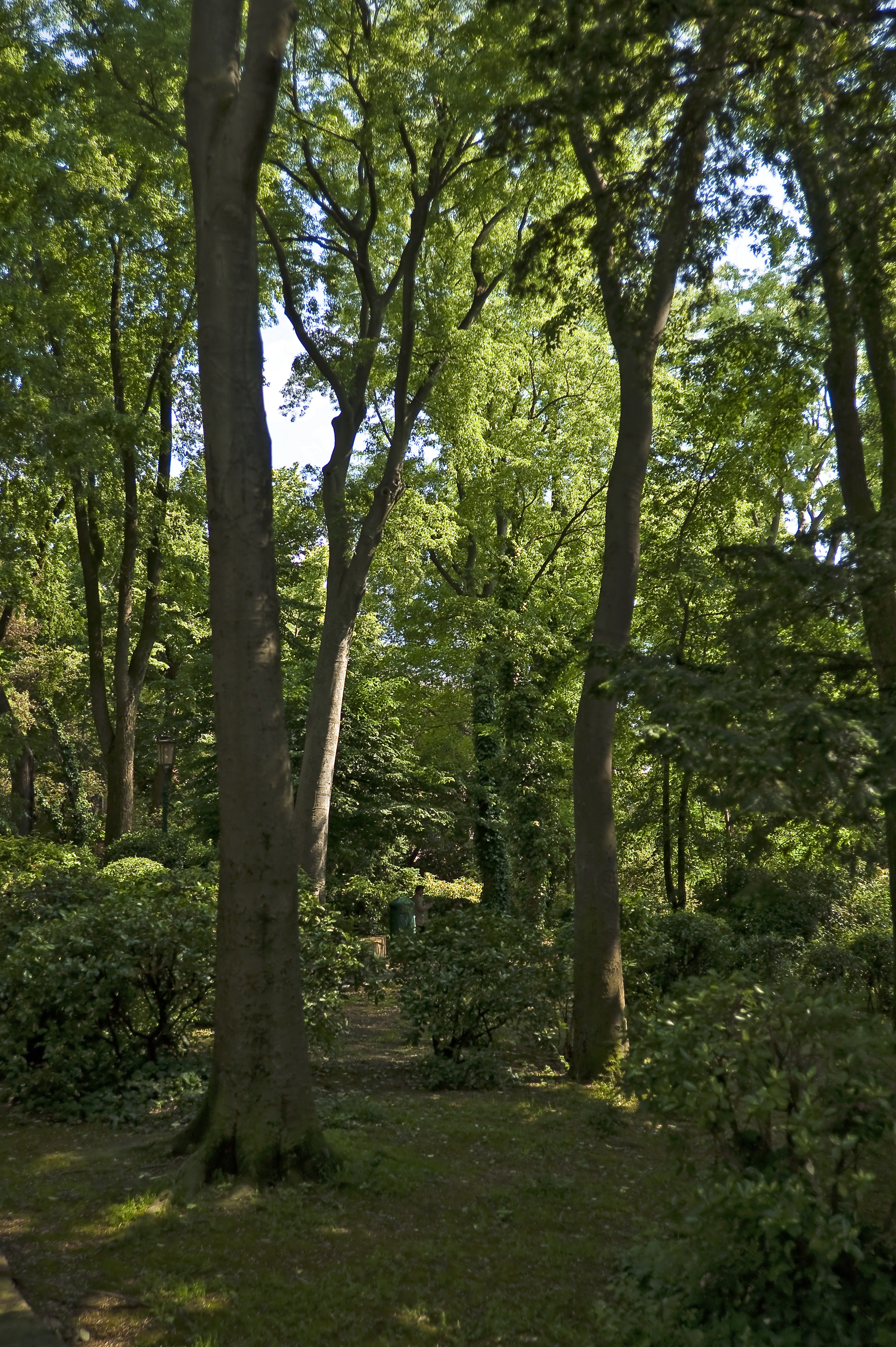
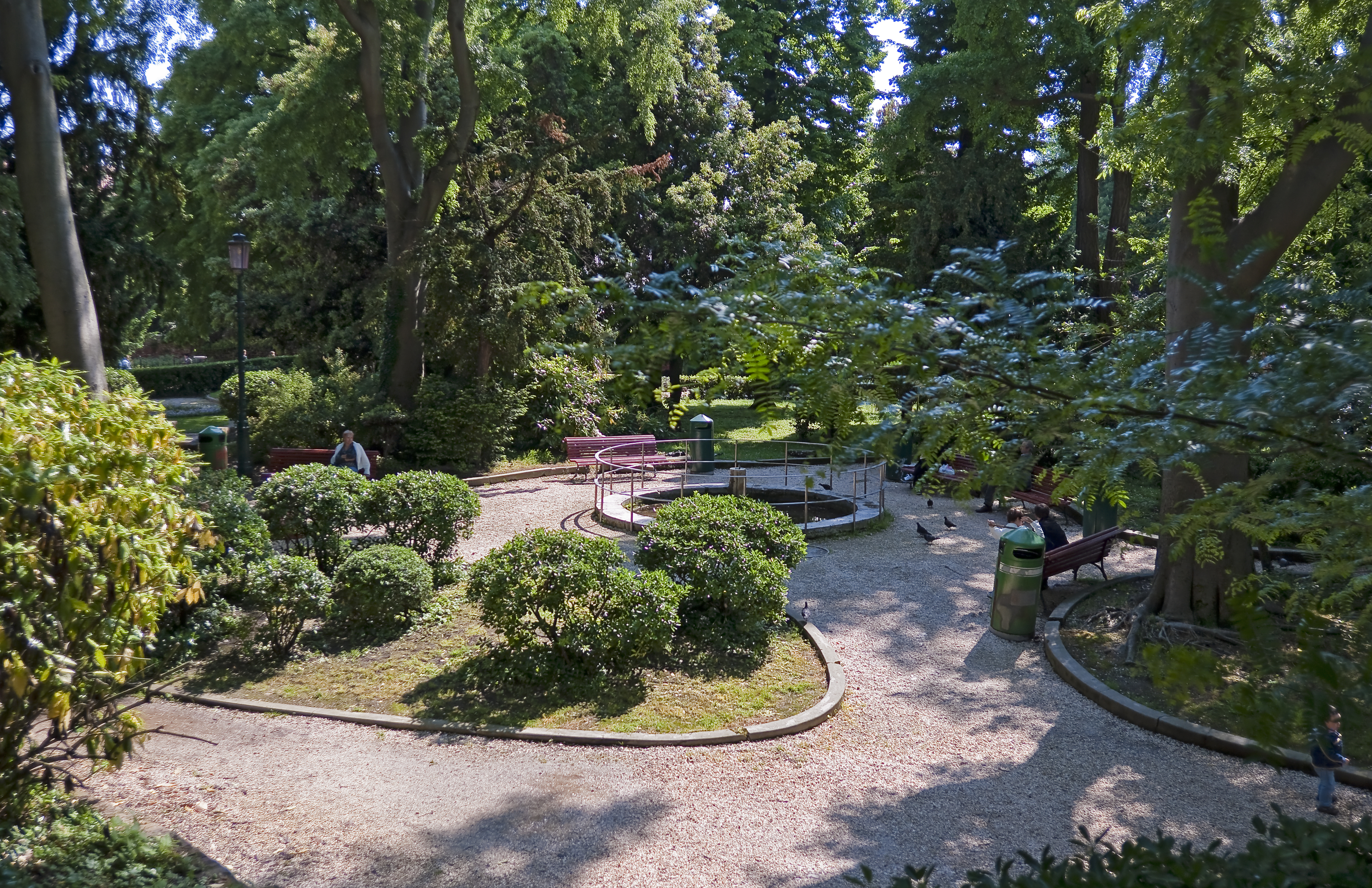
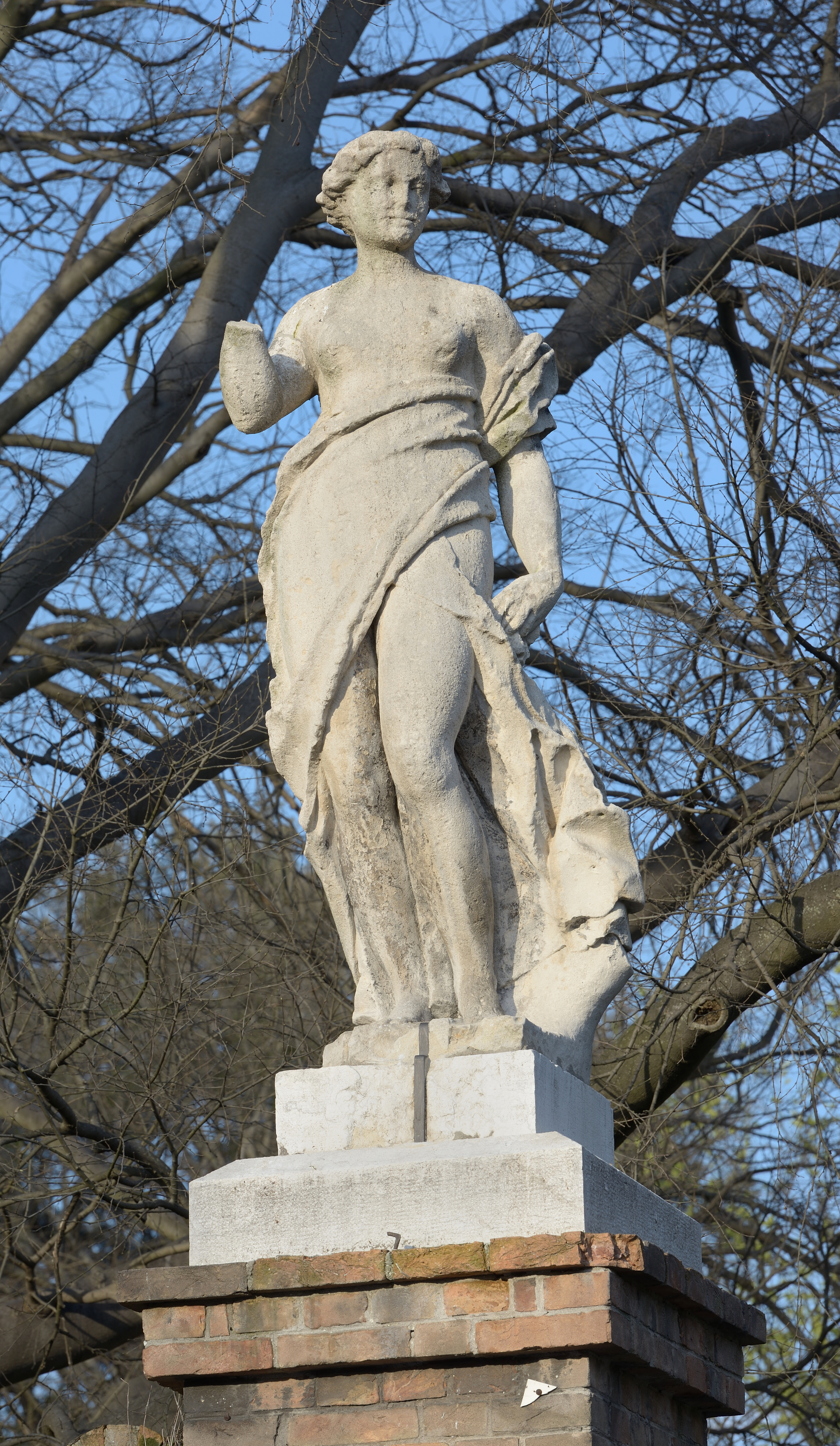
Statue vers Piazzale Roma
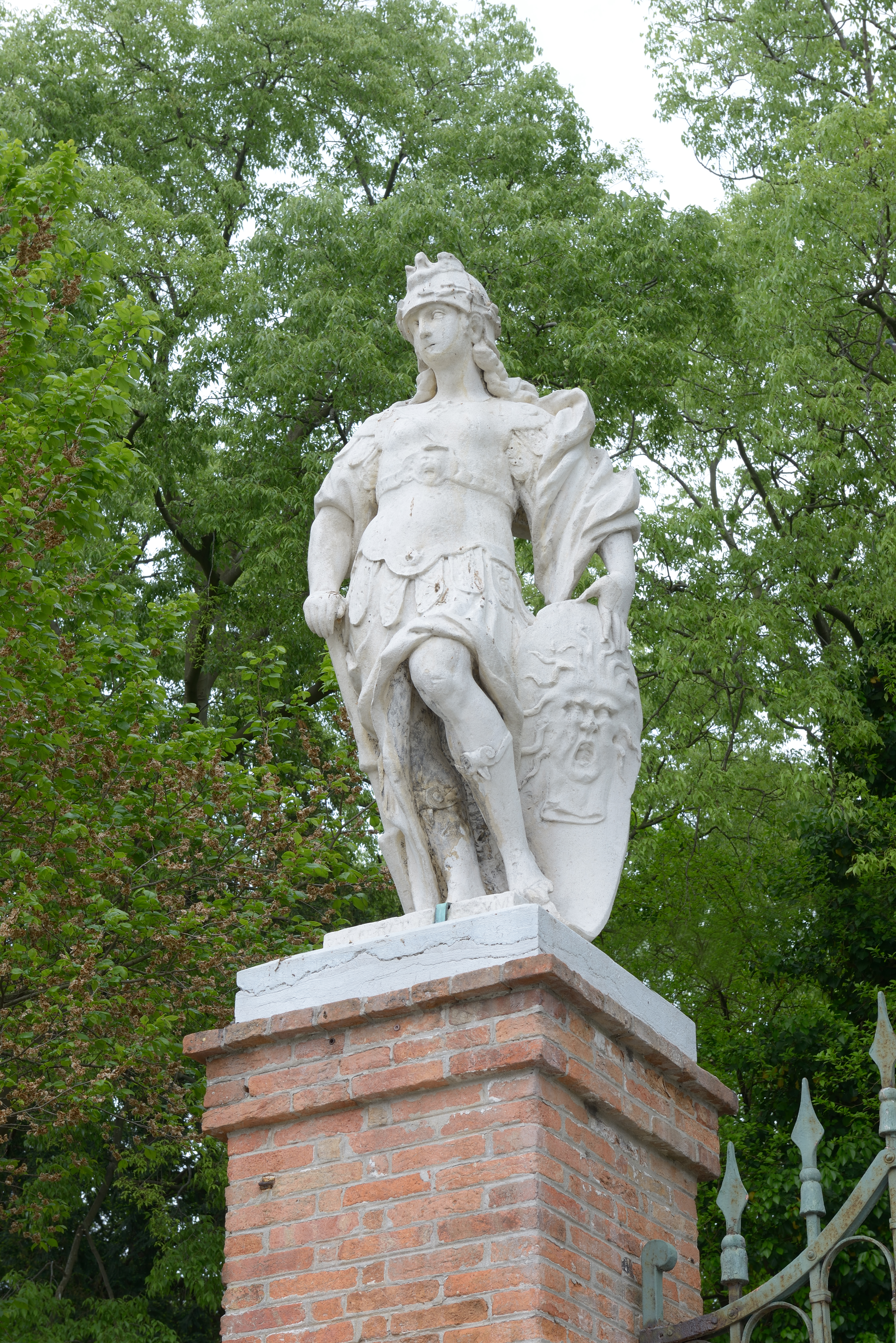
Statue de Minerve à l'entrée des jardins
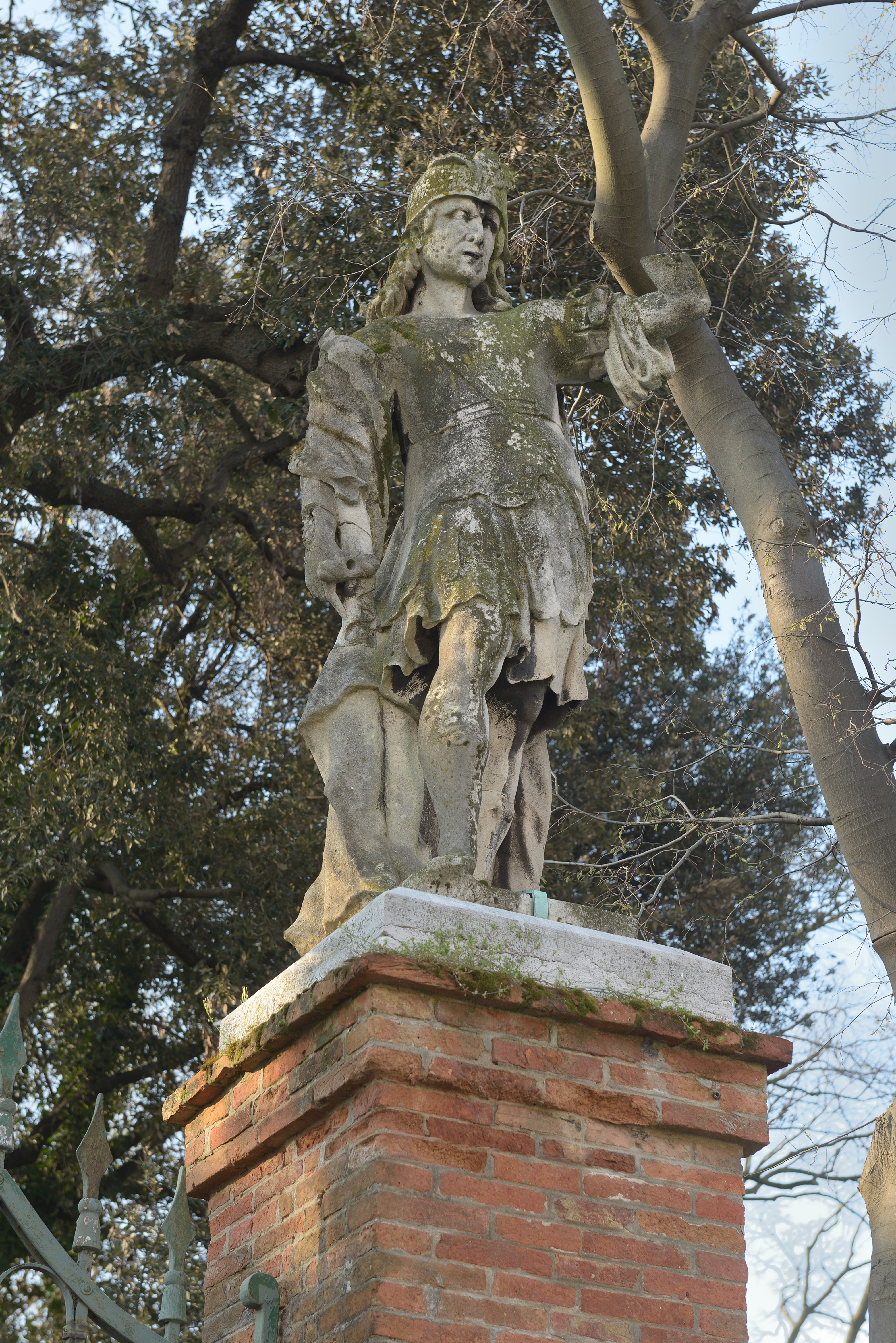
Statue de marbre à l'entrée des jardins

## Sources et références
- Maria Marzi, Giardini di Venezia